# Teen Angel
Teen Angel (Brasil: Um Anjo Muito Doido / Portugal: Teen Angel) é um sitcom norte-americano que foi ao ar como parte do bloco de programação de sexta-feira à noite TGIF do canal ABC, de 26 de setembro de 1997 à 13 de fevereiro de 1998. É estrelado por Corbin Allred como um estudante do ensino médio cujo melhor amigo recentemente falecido, interpretado por Mike Damus, retorna à terra como seu anjo da guarda. A série foi criada por Al Jean e Mike Reiss, que são mais conhecidos como roteiristas e produtores de The Simpsons.
No Brasil estreou no canal de tv aberta SBT em 28 de junho de 1999, o seriado passou em diversos horários, tendo diversas reprises nos finais de semana. Em Portugal estreou no canal Disney Channel em 2002 e ficou na programação até 2003 sendo maioritariamente exibido nos fins de semana no fim da tarde na sua versão legendada.

## Sinopse
Teen Angel segue um garoto de segundo grau, Steve Beauchamp (Corbin Allred), e seu falecido melhor amigo, Marty DePolo (Mike Damus), que morre depois de comer um hambúrguer de seis meses de idade que estava debaixo da cama de Steve em um desafio e é então enviado de volta à Terra como o anjo da guarda de Steve. O guia de Marty é um grande cabeça sem corpo chamado Rod (Ron Glass), que se identifica como primo de Deus (uma piada toda a série é que Rod é confundido com o próprio Deus). Maureen McCormick, que interpretou a mãe de Steve, Judy, deixou a série no meio da exibição da série.
Marty, como um espírito  sobrenatural, freqüentemente quebra a quarta parede; por exemplo, antes dos créditos de abertura do episódio "Grumpy Young Men", Marty explicou a ausência da mãe de Steve e a volta de seu pai aos espectadores.

## Recepção e cancelamento
A série foi criada e colocada no bloco TGIF pela ABC em uma tentativa de capitalizar o sucesso de outra série sobrenatural da ABC, Sabrina the Teenage Witch. Junto com Sabrina e o também novo You Wish, Teen Angel foi uma das três sitcoms com temas sobrenaturais no bloco TGIF durante a temporada de 1997-1998.
Na época da transmissão em série, o TGIF já havia começado a declinar (como resultado da competição direta contra o bloco de programação da CBS, CBS Block Party, durante aquela temporada e a venda da ABC para a Disney). You Wish foi cancelado após apenas doze episódios e enquanto Teen Angel' durou mais ou menos uma temporada completa, também foi cancelado após 17 episódios.

## Elenco
- Mike Damus como Marty DePolo
- Corbin Allred como Steve Beauchamp
- Ron Glass como Rod, o primo de Deus
- Maureen McCormick como Judy Beauchamp
- Tommy Hinkley como Comoey Beauchamp
- Katie Volding como Katie Beauchamp
- Jordan Brower como Jorden Lubell
- Conchata Ferrell como Tia Pam
- Jerry Van Dyke como Vovô Jerry Beauchamp

## Episódios
| № | Título original                      | Dirigido por     | Escrito por                           | Exibição original      | Cód. de produção | Audiência nos EUA (milhões) |
| --- | ------------------------------------ | ---------------- | ------------------------------------- | ---------------------- | ---------------- | --------------------------- |
| 1 | "Marty Buys the Farm"                | Andy Cadiff      | Al Jean e Mike Reiss                  | 26 de setembro de 1997 | T102             | 8.5                         |
| Marty morre depois de comer um hambúrguer de 6 meses de idade que estava embaixo da cama do Steve. Steve entra numa depressão profunda, já que não apenas seu melhor amigo se foi, mas seu pai foi embora recentemente e ele está constantemente ocupado na escola. Sua mãe, irmã e tia tentam ajudar, mas o primo de Deus, Rod, envia Marty como seu anjo da guarda, ou "Anjo adolescente" (Teen Angel), como Marty se chama. Marty ajuda Steve a enfrentar seu medo de conversar com garotas, reprovar nas provas e ser impopular. |                                      |                  |                                       |                        |                  |                             |
| 2 | "Date With an Angel"                 | Andy Cadiff      | Michael Price                         | 3 de outubro de 1997   | T103             | 7.1                         |
| Steve está encantado com uma das líderes de torcida mais popular, Jessica Fishman (Bridget Flanery). Mas Marty tem medo que ela o rejeite, assim quando Steve cria coragem para a chamar para sair, Marty finge ser Jessica e marca um encontro com Steve. Marty finge ser Jessica no encontro, e a confusão começa quando a verdadeira Jessica aparece no lugar do suposto encontro. |                                      |                  |                                       |                        |                  |                             |
| 3 | "Sings Like an Angel"                | Andy Cadiff      | Larry Wilmore                         | 10 de outubro de 1997  | T104             | 6.7                         |
| Por brincadeira, Marty concede a Steve uma voz bonita para provas do coral da escola. Logo Steve tem quase toda o solo e duo e a mais bonita parceira de dueto, Edie. Mas durante a enorme competição de talento, Marty é chamado para ajudar uma mulher velha a ir para um lugar melhor e não pode estar lá para ajudar Steve com a voz. |                                      |                  |                                       |                        |                  |                             |
| 4 | "Wrestling with an Angel"            | Gary Halvorson   | Steve Leff                            | 17 de outubro de 1997  | T106             | 5.9                         |
| Desejando parecer mais poderoso, Steve experimenta entrar no time de luta. Pouco disposto a deixar que seu amigo seja um fracassado, Marty ganha a partida para ele. Quando a escola inteira está contando com Steve para ganhar as lutas, Steve está contando com Marty para o ajudar. |                                      |                  |                                       |                        |                  |                             |
| 5 | "Honest Abe and Popular Steve"       | Brian K. Roberts | Bill Freiberger                       | 24 de outubro de 1997  | T105             | 7.0                         |
| Marty começa trazendo figuras históricas para ajudar Steve com a vida dele: traz Abraham Lincoln para escrever a história um trabalho de história, Cleópatra para lhe dar conselhos amorosos, Pablo Picasso para projetar os poster de campanha"Steve para Presidente de Classe", etc.) Rod decide que Marty fez um trabalho tão bom com Steve que é hora dele passar para a famosa estrela de rock, Sammy Noé (interpretado por Dee Snider). |                                      |                  |                                       |                        |                  |                             |
| 6 | "I Love Nitzke"                      | Gary Halvorson   | Michael Price                         | 31 de outubro de 1997  | T107             | 6.7                         |
| Em uma tentativa de fazer a Tia Pam se apaixonar pelo Sr. Nitzke, o instrutor direção de Steve, Marty rouba algumas das flechas do Cupido. Porém, a sua má pontaria faz Judy, Pam e Katie se apaixonar pelo Sr. Nitzke, incomodando o Steve quando todos eles teimam em fazer a Dança do Dia das Bruxas com ele. |                                      |                  |                                       |                        |                  |                             |
| 7 | "One Dog Night"                      | Gary Halvorson   | Michael Price                         | 7 de novembro de 1997  | T108             | 7.3                         |
| Sabrina Spellman (interpretada por Melissa Joan Hart) enfeitiça seu gato, Salem que usou a magica da sua "bola de cristal do tempo", para mandar todo mundo de volta a 1976. Enquanto isso, Judy está lamentando a falta de um homem em sua vida, mas quando Marty transforma o cachorro da família no leal e amoroso "Bob", ela recebe mais do que pedia. E Marty tenta criar sua própria magia com Sabrina. Este episódio conclui um crossover com tema de viagem no tempo com Sabrina the Teenage Witch, Boy Meets World e You Wish que começa em Inna Gadda Sabrina (episódio 8 da segunda temporada de Sabrina the Teenage Witch) e continuou em No Guts, No Cory (episódio 6 da quinta temporada de Boy Meets World) e Genie Without a Cause (episódio 7 da primeira temporada de You Wish). |                                      |                  |                                       |                        |                  |                             |
| 8 | "Jeremiah was a Bullfrog"            | Brian K. Roberts | Steve Baldikoski e Bryan Behar        | 14 de novembro de 1997 | T109             | 7.8                         |
| Marty dá para o sapo da classe de biologia de Steve o poder de falar como um britânico (Tim Curry) e os dois ficam ligados ao seu amigo. Quando o seu novo professor de biologia (Yeardley Smith) insiste que ele tem que dissecar o sapo ou vai perder sua nota, Steve é posto em uma situação muito complicada. |                                      |                  |                                       |                        |                  |                             |
| 9 | "Feather's Day"                      | Brian K. Roberts | William B. Keating                    | 28 de novembro de 1997 | T110             | 6.4                         |
| A tropa de Katie está acampando, e ela perdeu sua pena tribal. Steve pega uma das penas de Marty quando Marty está olhando para dar a Katie. O que ele não sabe é que a pena concede ao portador qualquer coisa que deseje. Zachery Ty Bryan aparece como ele mesmo, quando a amiga de Katie deseja isso. |                                      |                  |                                       |                        |                  |                             |
| 10 | "Steve & Marty & Jordan & Uncle Lou" | Mark Cendrowski  | Steve Baldikoski e Bryan Behar        | 5 de dezembro de 1997  | T113             | 6.6                         |
| Marty quer ir junto onde quer que Steve vá com o novo melhor amigo, Jordan. Mas quando Steve insiste que não, Marty se reúne com seu tio Lou (Robert Costanzo) no céu. |                                      |                  |                                       |                        |                  |                             |
| 11 | "Living Doll"                        | Mark Cendrowski  | Mark J. Gordon                        | 19 de dezembro de 1997 | T112             | 6.2                         |
| Marty traz a boneca de Katie à vida para ser babá quando Steve tem um encontro, mas há problemas quando a boneca de Katie é carinhosa demais com Steve na frente de sua namorada. |                                      |                  |                                       |                        |                  |                             |
| 12 | "Grumpy Young Men"                   | Mark Cendrowski  | Steve Leff e Saladin K. Patterson     | 10 de outubro de 1997  | T114             | 6.8                         |
| A mãe de Steve foi embora e o pai de Steve, Casey (Tommy Hinkley), se juntou à família, trazendo consigo seu pai (Jerry Van Dyke]). Steve tenta entrar em um clube de dança, com a ajuda de um bigode crescido por Marty, mas de manhã o bigode continua a se expandir, e Steve envelhece consideravelmente. Enquanto isso, Marty descobre que vovô pode vê-lo. |                                      |                  |                                       |                        |                  |                             |
| 13 | "Who's the Boss"                     | Mark Cendrowski  | Steve Leff                            | 16 de janeiro de 1998  | T115             | 6.9                         |
| Quando Katie, Pam e Casey viajam no fim de semana, Steve dá uma festa de 16 anos para Marty, convidando amigos e celebridades mortas. A família, no entanto, chega cedo, vê a bagunça e Steve aprende uma lição sobre dizer a verdade. |                                      |                  |                                       |                        |                  |                             |
| 14 | "The Play's the Thing"               | Mark Cendrowski  | Saladin K. Patterson                  | 23 de janeiro de 1998  | T111             | 7.1                         |
| A vida fica mais tensa para os que estão ao redor de Steve, já que para eles parecendo que ele está a falar com o ar, quando Marty ajuda Steve a assumir a liderança na peça da escola. |                                      |                  |                                       |                        |                  |                             |
| 15 | "Back to DePolo"                     | Mark Cendrowski  | Bill Freiberger                       | 30 de janeiro de 1998  | T117             | 6.9                         |
| Marty descobre que ele pode viajar no tempo e tenta se impedir de comer o "Hamburger da Morte". Mas quando ele não o faz, Steve o chama de galinha e come o hambúrguer. Repetidas tentativas de manter o hambúrguer longe, e logo todos em na casa o comeram uma vez. |                                      |                  |                                       |                        |                  |                             |
| 16 | "The Un-Natural"                     | Mark Cendrowski  | Mark J. Gordon e Saladin K. Patterson | 6 de fevereiro de 1998 | T118             | 7.0                         |
| Marty dá a Casey um arremesso perfeito em um barraca de festival, convencendo o ex-arremessador erroneamente que ele ainda tem "o presente" e levando-o a tentar jogar em um time de beisebol profissional. Marty também reuni seu avô com a avó (Beverly Garland), que está no céu, então o avô pode finalmente seguir em frente. |                                      |                  |                                       |                        |                  |                             |
| 17 | "Look Ma, No Face"                   | Mark Cendrowski  | Jim Patterson                         | 13 de janeiro de 1998  | T116             | 6.5                         |
| Marty descobre que Nia (Irene Ng), a garota que ele vivo, também gostava dele. Ele cria um esquema para se chamar Vlad da Bulgária, coloca maquiagem, uma peruca e óculos escuros, e finge estar vivo só por ter um encontro com Nia. No entanto, Rod o proibiu de ir ao encontro. |                                      |                  |                                       |                        |                  |                             |

## Prêmios e indicações
| Ano  | Premiação          | Categoria                                                           | Trabalho      | Resultado | Ref.   |
| ---- | ------------------ | ------------------------------------------------------------------- | ------------- | --------- | ------ |
| 1998 | Young Artist Award | Melhor série de TV de comédia para família                          | Teen Angel    | Indicado  | [ 27 ] |
| 1998 | Young Artist Award | Melhor atuação em uma série de TV de comédia – Jovem ator principal | Mike Damus    | Indicado  | [ 27 ] |
| 1998 | Young Artist Award | Melhor atuação em uma série de TV de comédia – Jovem ator principal | Corbin Allred | Indicado  | [ 27 ] |